# Frances Anne Vane
Lady Frances Anne Emily Vane-Stewart, duchessa di Marlborough e marchesa di Blandford (Londra, 15 aprile 1822 – Woodstock, 16 aprile 1899), è stata una nobildonna irlandese, moglie di John Spencer-Churchill, VII duca di Marlborough.

## Biografia

### Infanzia

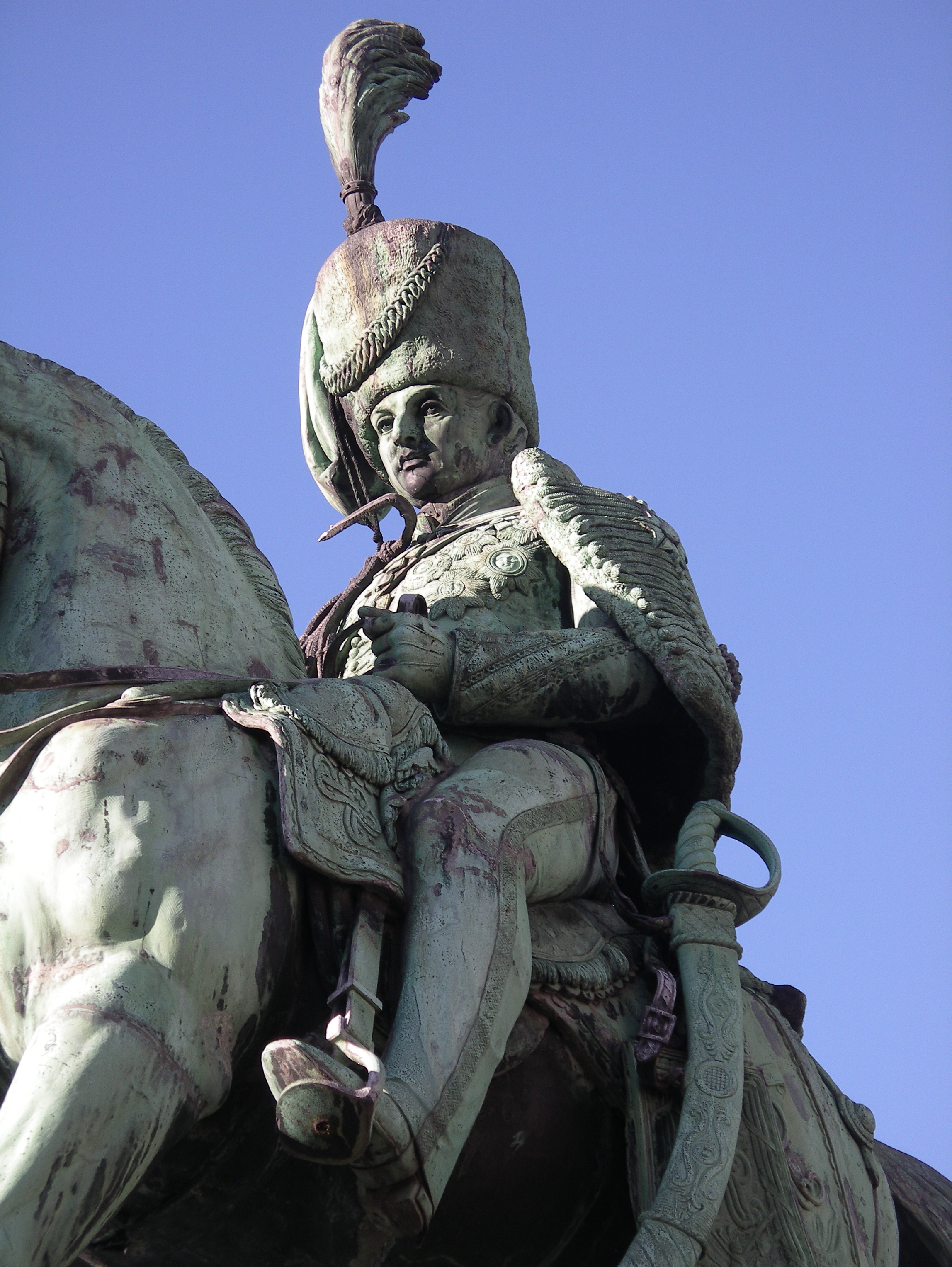
Monumento a Charles Stewart, III marchese di Londonderry realizzato da Raffaele Monti per la città di Durham

Lady Frances era la figlia di Charles Stewart, III marchese di Londonderry, e della sua seconda moglie, Lady Frances Anne Vane-Tempest. Al suo battesimo, Arthur Wellesley, I duca di Wellington, fu il suo padrino. Aveva tre fratelli, tra cui George Vane-Tempest, V marchese di Londonderry, e due sorelle più giovani. Aveva un fratellastro, Frederick Stewart, IV marchese di Londonderry, nato dal primo matrimonio del padre con Lady Catherine Bligh.
Era conosciuta con il soprannome di "Fanny".

## Matrimonio
Il 12 luglio 1843 Lady Frances sposò John Spencer-Churchill, marchese di Blandford. Dopo il suo matrimonio era conosciuta come Marchesa di Blandford.

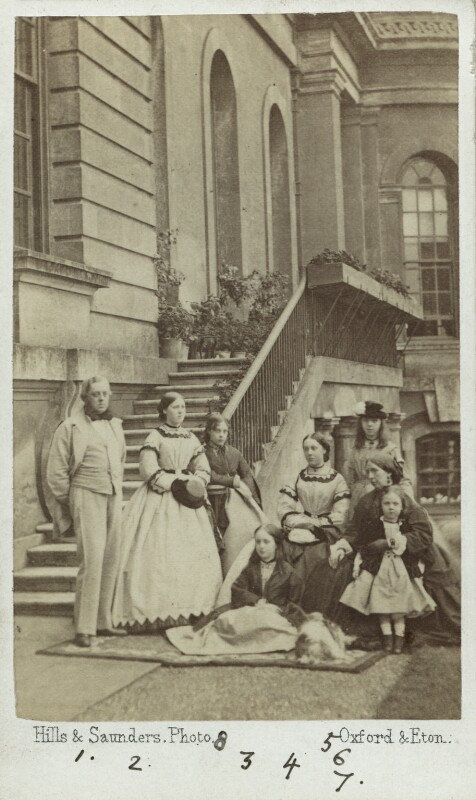
Il Duca e la Duchessa di Marlborough con la loro famiglia nel 1864 a Blenheim Palace

Lady Frances e John Spencer-Churchill, VII duca di Marlborough ebbero undici figli:
- George Spencer-Churchill, VIII duca di Marlborough, (13 maggio 1844 - 9 novembre 1892);
- Frederick John Winston Spencer-Churchill (2 febbraio 1846 - 5 agosto 1850);
- Cornelia Maria Henrietta Spencer-Churchill (17 settembre 1847 - 22 gennaio 1927), sposò il 25 maggio 1868 Ivor Guest, I barone Wimborne, ebbero figli;
- Rosamund Jane Frances Spencer-Churchill (?-il 3 dicembre 1920), il 12 luglio 1877 sposò William Fellowes, II barone di Ramsey, ebbero figli;
- Lord Randolph Henry Churchill (13 febbraio 1849 - 24 gennaio 1895), 15 aprile 1874 sposò Jennie Jerome, padre di Sir Winston Churchill e John Strange Spencer-Churchill;
- Fanny Louise Octavia Spencer-Churchill (29 gennaio 1853 - 5 agosto 1904), sposò il 9 giugno 1873 Edward Marjoribanks, II barone Tweedmouth, ebbero figli;
- Anne Emily Spencer-Churchill (14 novembre 1854 - 20 giugno 1923), l'11 giugno 1874 sposò James Innes-Ker, VII duca di Roxburghe, ebbero figli;
- Charles Ashley Spencer-Churchill (1856 - 11 marzo 1858);
- Augustus Robert Spencer-Churchill (4 luglio 1858 - 12 maggio 1859);
- Georgiana Elizabeth Spencer-Churchill (14 maggio 1860 - 9 febbraio 1906), il 4 giugno 1883 sposò Richard Curzon, IV conte di Howe, ebbero figli;
- Sarah Isabella Augusta Spencer-Churchill (1865 - 22 ottobre 1929), una corrispondente di guerra durante la guerra anglo-boera, sposò il 21 novembre 1891 il tenente colonnello Chesney Gordon Wilson.

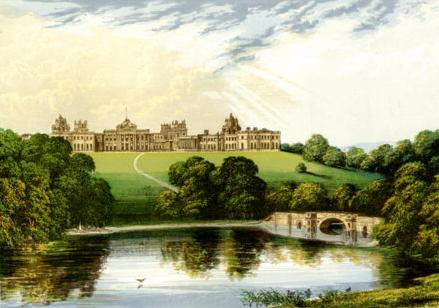
Un'ncisione di Blenheim Palace del 1880

Il 1 luglio 1857, il marito divenne Duca di Marlborough, perciò Frances divenne Duchessa di Marlborough. Era una donna imponente e irascibile. Il "The Complete Peerage" la descrisse come una "donna di carattere straordinario e di capacità, giudiziosa e piena di tatto". Il suo viso aveva più forza che bellezza e i suoi occhi erano sia caldi che duri, poco brillanti.
Fu una madre dominatrice, dedita ai matrimoni dei suoi figli superstiti che "sono stati una delusione per lei". Suo figlio maggiore George sposò una donna descritta come stupida, pia e noiosa, mentre il figlio più giovane e prediletto, Lord Randolph aveva guadagnato il suo disappunto sposando, contro la sua volontà e quella del Duca, la bella e ricca americana Jennie Jerome.
Frances e suo marito non parteciparono al matrimonio Lord Randolph e Jennie, che ebbe luogo il giorno del 52º compleanno di Frances. Come il resto del XIX secolo l'aristocrazia britannica considerava le donne americane come "creature strane e anormali con abitudini e modi di qualcosa tra un pellerossa e una ragazza allegra". Quando la coppia di sposi si trasferì a casa loro, in Curzon Street a Londra, Frances è arrivato ad aiutare Jennie a pagare le prime visite ai dirigenti della società londinese. Lei le ha prestato alcuni dei suoi gioielli proprio per l'occasione, e le due donne viaggiarono insieme sulla carrozza di famiglia.
Dal 1876 al 1880 il marito fu lord luogotenente d'Irlanda. Come risultato dei suoi sforzi diligenti a combattere la fame del 1879 nella carestia delle patate in Irlanda, è stata investita come Dama dell'Ordine Reale di Vittoria ed Alberto dalla regina Vittoria.

## Morte
Divenne vedova nel 1883, perse suo figlio maggiore, George, nel 1892, e il 24 gennaio 1895, il suo unico figlio superstite Lord Randolph Churchill morì di sifilide nella sua casa di Londra. Tenne il lutto per la perdita di Lord Randolph, e nutriva risentimento nei confronti della nuora Jennie, il quale l'ha criticata per non comportarsi come una vedova in lutto. Frances morì a Blenheim Palace il 16 aprile 1899, il giorno dopo il suo 77º compleanno, dopo essere sopravvissuta a cinque dei suoi undici figli. Fu sepolta il 21 aprile 1899 nella Cappella di  Blenheim Palace.